# John William Fisher
John William Fisher (Londra, 30 gennaio 1788 – Londra, 22 marzo 1876) è stato un chirurgo britannico.

## Biografia
Fisher nacque a Londra il 30 gennaio 1788.
Figlio di Peter Fisher di Perth e Maria, figlia di James Kennay di York, si formò da apprendista da John Andrews e divenne un chirurgo britannico di grande fama. Proseguì i suoi studi presso il St. George's Hospital e, successivamente, al Westminster Hospital. Nel 1809 entrò a far parte del Royal College of Surgeons e ne divenne membro nel 1836. Sette anni dopo, nel 1843, ricoprì la carica di membro del consiglio dello stesso College.

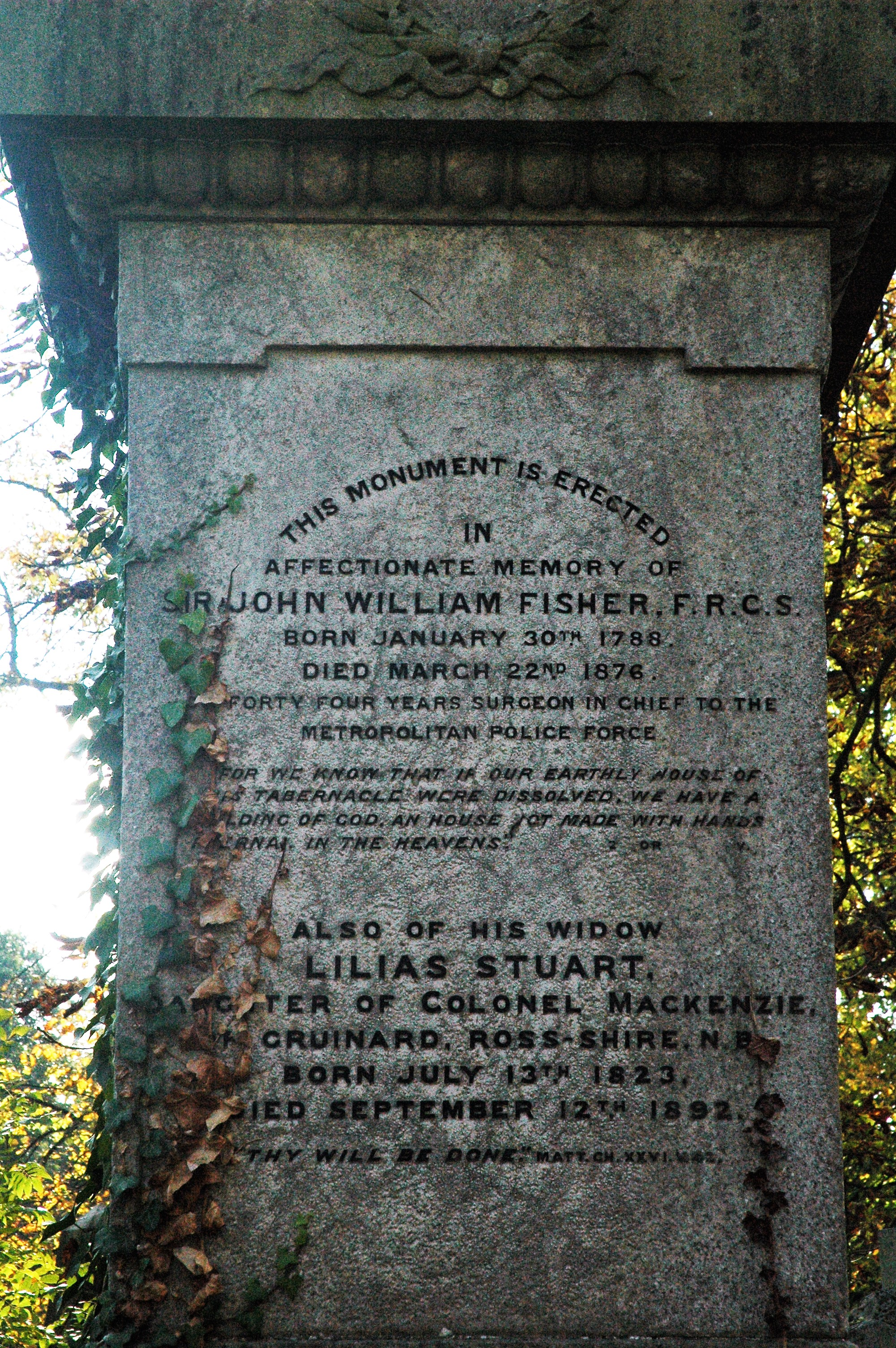
Tomba in onore di John William Fisher, Kensal Green Cemetery.

L'Università di Erlangen gli conferì il titolo di medico nel 1841.
Nel 1821 fu nominato chirurgo per la Pattuglia di Bow Street da Lord Sidmouth e rivestì il ruolo di primario, nel 1829, nelle forze di polizia metropolitana al momento della loro costituzione. Mantenne la stessa carica fino al suo ritiro in pensione, nel 1865.
Ottenne la nomina di cavaliere per i suoi meriti professionali dalla Regina Vittoria a Osborne il 2 settembre 1858.
Morì a Londra (Park Lane, 33) il 22 marzo 1876 e fu sepolto al Kensal Green Cemetery, a Londra, il 29 marzo.
Sei dei suoi amici medici più cari portarono il feretro durante la cerimonia.
Il 22 aprile dello stesso anno, il suo patrimonio fu stimato sotto le £50.000.

## Famiglia

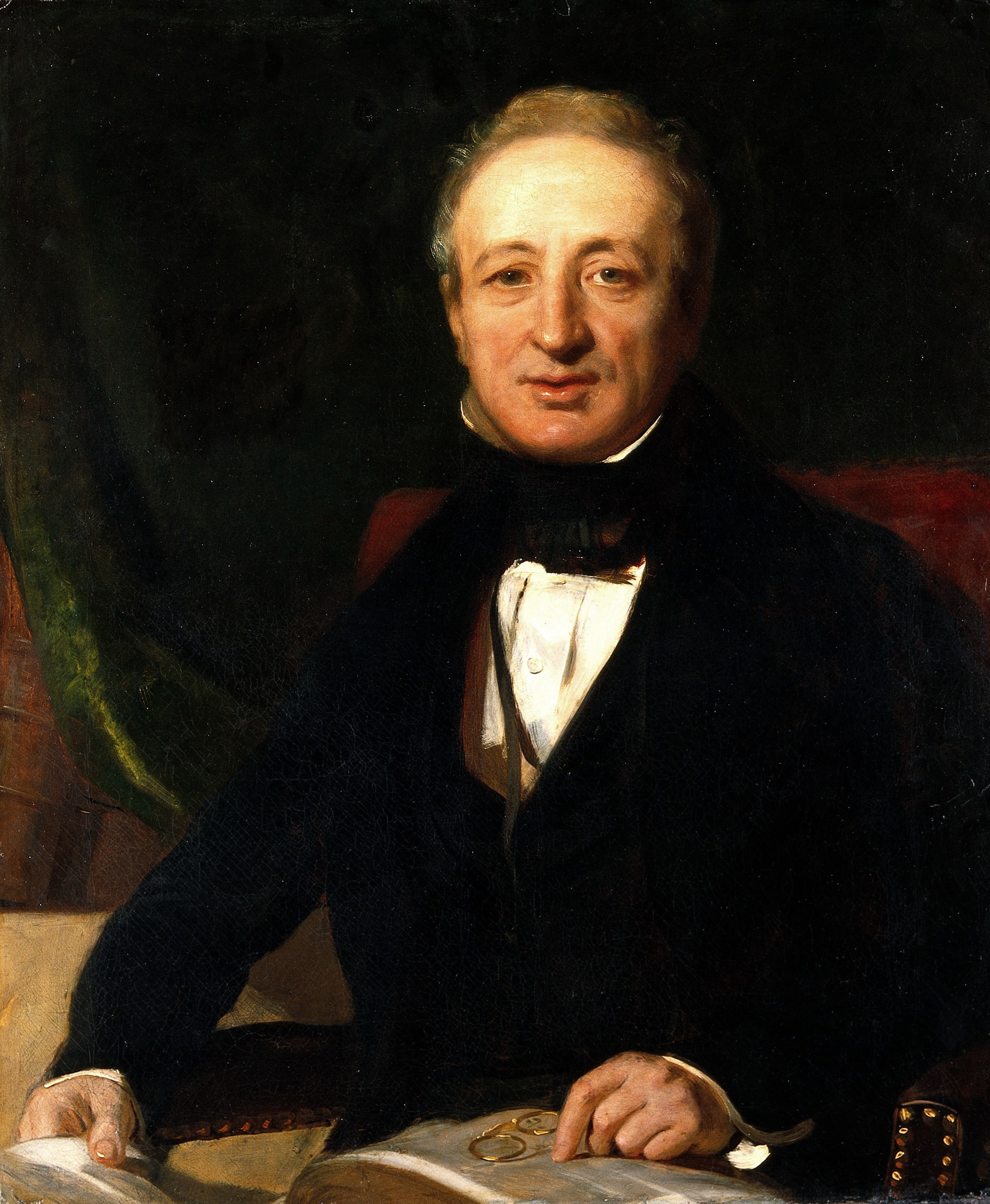
John William Fisher, di John Prescott Knight

Il suo primo matrimonio fu il 18 aprile 1829 con Louisa Catherine, primogenita di Haymes di Kibworth Harcourt, Leicestershire, la quale morì a Londra il 5 ottobre 1860; prese, poi, come seconda moglie, Lilias Stuart, secondogenita del Colonnello Alexander Mackenzie di Grignard, originario della Contea di Ross-Shire, il 18 giugno 1862.